# Bellicia (cràter)
Bellícia és un cràter sobre la superfície de (4) Vesta, situat amb el sistema de coordenades planetocèntriques a 42.06 ° de latitud nord i 203.63 ° de longitud est. Fa un diàmetre de 41.68 km. El nom va ser fet oficial per la UAI el 30 de setembre de 2011 i fa referència a una verge vestal romana.